# Marina Solodkin
Marina Solodkin, née le 31 mai 1952 à Moscou en RSFS de Russie et morte le 16 mars 2013  à Riga en Lettonie, est une femme politique israélienne. Elle est membre de la Knesset.

## Biographie
Elle achève ses études par un doctorat en économie et histoire sociale à l'université de Moscou.
Elle occupe les fonctions de ministre adjointe à l'Absorption des immigrants du 5 août 1999 au 11 juillet 2000 puis de nouveau depuis le 30 mars 2005. Elle est alors élue parlementaire comme membre du parti Yisrael Ba'aliyah. En 2006, elle rejoint Kadima et est élue député aux élections législatives israéliennes de 2006.